# Pumpna stanica
Pumpne stanice, takođe zvane crpne stanice u okolnositma kao što su bušeni bunari i voda za piće, predstavljaju postrojenja koja sadrže pumpe i opremu za pumpanje tečnosti sa jednog mesta na drugo. One se koriste za razne infrastrukturne sisteme, kao što su dovod vode u kanale, odvodnjavanje nizijskog zemljišta i uklanjanje kanalizacije do mesta za preradu. Crpna stanica je po definiciji sastavni deo hidroelektrične instalacije sa pumpnim akumulacijama.

## Kanalno snabdevanje vodom
U zemljama sa sistemima kanala, pumpne stanice su takođe česte. Zbog načina na koji sistem brava kanala radi, voda se gubi iz gornjeg dela kanala svaki put kada plovilo prolazi. Takođe, većina zaključanih kapija nije vodonepropusna, pa deo vode curi sa viših nivoa kanala na one niže. Očigledno je da voda mora da se zameni ili na kraju gornji nivoi kanala ne bi sadržali dovoljno vode za plovnost.
Kanali se obično napajaju preusmeravanjem vode iz potoka i reka u gornje delove kanala, ali ako nije dostupan odgovarajući izvor, pumpna stanica se može koristiti za održavanje nivoa vode. Odličan primer pumpne stanice za kanale je pumpna stanica Klaverton na kanalu Kenet i Avon u južnoj Engleskoj, Velika Britanija. Ona pumpa vodu iz obližnje reke Avon do kanala pomoću pumpi koje pokreće vodeno kolo na rečni pogone.
Tamo gde nije dostupno spoljno snabdevanje vodom, mogu se koristiti sistemi za povratno pumpanje. Voda se izvlači iz kanala ispod najniže brave i pumpa nazad na vrh niza, čime se omogućava prolazak sledećeg čamca. Takve instalacije su obično male.

## Odvodnjavanje zemljišta
Kada se odvodnjavaju niska područja, opšti pristup je kopanje drenažnih jarkova. Međutim, ako je područje ispod nivoa mora, tada je potrebno pumpati vodu prema gore u vodne kanale, iz kojih se konačno odvodi u more.
Ljudi viktorijanske ere su razumeli ovaj koncept, i u Ujedinjenom Kraljevstvu su izgradili crpne stanice sa pumpama za vodu, pogonjene parnim mašinama da bi ispunili ovaj zadatak. U Linkolnširu postoje velike površine močvara na nivou mora, zvane Fenske močvare, ovom metodom pretvorene u bogato obradivo poljoprivredno zemljište. Zemljište je puno hranljivih sastojaka zbog nakupljanja sedimentnog blata koje je zemljište inicijalno stvorilo.
Drugde se pumpne stanice koriste za uklanjanje vode koja se našla u nižim područjima kao rezultat curenja ili poplave (na primer u Nju Orleansu).

### Paketna crpna stanica
U novije vreme, „paketna pumpna stanica” pruža efikasan i ekonomičan način instaliranja sistema za odvodnjavanje. Oni su pogodni za pružanje mehaničkih građevinskih usluga i ispumpavanje tečnosti kao što su površinske vode, otpadne vode ili kanalizacija iz područja gde odvođenje gravitacijom nije moguće.
Paketna pumpna stanica je integrisani sistem, ugrađen u kućište proizvedeno od jakih materijala otpornih na udarce kao što su gotovi beton, polietilen ili plastika ojačana staklom. Jedinica se isporučuje sa ugrađenim unutrašnjim cevovodima, prethodno sastavljenim i spremnim za ugradnju u zemlju, nakon čega se ugrađuju podvodne pumpe i kontrolna oprema. Karakteristike mogu uključivati kontrole za potpuno automatski rad; alarm indikatora visokog nivoa, u slučaju kvara pumpe; i po mogućnosti sistem šinskih vodilica/auto-spojnica/postolja, kako bi se omogućilo lako uklanjanje pumpi radi održavanja.
Tradicionalni sistemi izgrađeni na lokaciji imaju komponente svodnog ventila ugrađene u posebnu strukturu. Posedovanje dve strukturne komponente može dovesti do potencijalno ozbiljnih problema na gradilištu, poput neravnomernog taloženja između komponenti, što rezultira naprezanjem i otkazivanjem cevi i veza između komponenata. Razvoj paketnog sistema pumpnih stanica kombinovao je sve komponente u jedno kućište koje ne samo da eliminiše neravnomerna rešenja, već i predvodovod i oprema svake jedinice pre ugradnje mogu smanjiti troškove i vreme koje se troši na građevinske radove i rad na lokaciji.

## Literatura
- „DOE OE Global Energy Storage Database”. U.S. Department of Energy Energy Storage Systems Program. Sandia National Laboratoriesaccessdate=12 July 2020. 8. 7. 2020. Архивирано из оригинала 09. 07. 2021. г. Приступљено 26. 09. 2020.
- „Energy storage - Packing some power”. The Economist. 2011-03-03. Приступљено 2012-03-11.
- Jacob, Thierry.Pumped storage in Switzerland - an outlook beyond 2000 Архивирано 7 јул 2011 на сајту  Stucky.
- Levine, Jonah G. Pumped Hydroelectric Energy Storage and Spatial Diversity of Wind Resources as Methods of Improving Utilization of Renewable Energy Sources Архивирано 1 август 2014 на сајту  page 6, University of Colorado
- Yang, Chi-Jen. Pumped Hydroelectric Storage Duke University
- „Energy Storage”. Архивирано из оригинала 18. 11. 2015. г. Приступљено 26. 2. 2017.
- „Pumped-Hydro Energy Storage” (PDF). Приступљено 28. 8. 2020.
- „Variable Speed Is Key To World’s Biggest Pumped Hydro Energy Storage Project, China’s Fengning Plant”. Приступљено 28. 8. 2020.
- „Reliability of Variable Speed Pumped-Storage Plant”. Приступљено 28. 8. 2020.
- Morabito, Alessandro; Hendrick, Patrick (2019-10-07). „Pump as turbine applied to micro energy storage and smart water grids: A case study”. Applied Energy. 241: 567—579. doi:10.1016/j.apenergy.2019.03.018 .
- de Oliveira e Silva, Guilherme; Hendrick, Patrick (2016-10-01). „Pumped hydro energy storage in buildings”. Applied Energy. 179: 1242—1250. doi:10.1016/j.apenergy.2016.07.046.
- Bath County Pumped-storage Station, Архивирано из оригинала 2012-01-03. г., Приступљено 2011-12-30
- Pumped-storage hydroelectric power stations in China, Архивирано из оригинала 2012-12-08. г., Приступљено 2010-06-25
- Guangzhou Pumped-storage Power Station (PDF), Архивирано из оригинала (PDF) 2011-07-07. г., Приступљено 2010-06-25
- Dniester Pumped Storage Plant, Ukraine, Архивирано из оригинала 2007-10-21. г., Приступљено 2010-09-01
- Tymoshenko launches the first unit of Dnister Hydroelectric Power Plant, Архивирано из оригинала 2011-07-11. г., Приступљено 2010-09-01
- Pummer, Elena (2016). Hybrid Modelling of the Hydrodynamic Processes in Underground Pumped Storage Plants (PDF). Aachen, Germany: RWTH Aachen University.
- Allsop, Niall (1987). The Kennet & Avon Canal. Bath, UK: Millstream Books. ISBN 978-0-948975-15-8.
- Clew, Kenneth R. (1985). The Kennet & Avon Canal. Newton Abbot, UK: David & Charles. ISBN 0-7153-8656-5.
- Cragg, Roger (1997). Civil Engineering Heritage: Wales and West Central England, 2nd Edition. Thomas Telford. ISBN 0-7277-2576-9.
- Cumberlidge, Jane (2009). Inland Waterways of Great Britain (8th Ed.). Imray Laurie Norie and Wilson. ISBN 978-1-84623-010-3.
- Danks, Warwick (2003). Claverton Pumping Station (A Definitive Study). Kennet & Avon Canal Trust. ISBN 978-0-9501173-4-8.
- Hadfield, Charles (1967). The Canals of South West England. Newton Abbot, UK: David & Charles. ISBN 0-7153-4176-6.
- Lindley-Jones, Peter (2002). Restoring the Kennet & Avon Canal. Stroud, UK: Tempus. ISBN 978-0-7524-2387-6.
- Russell, John (1997). The Kennet & Avon Canal: A journey from Newbury to Bath in 1964. Bath, UK: Millstream Books. ISBN 978-0-948975-46-2.
- Allsop, Niall (1987). The Kennet & Avon Canal. Bath, UK: Millstream Books. ISBN 978-0-948975-15-8.
- Clew, Kenneth R. (1970). The Somersetshire Coal Canal and Railways. Newton Abbot, UK: David & Charles. ISBN 978-0-7153-4792-8.
- Clew, Kenneth R. (1985). The Kennet & Avon Canal. Newton Abbot, UK: David & Charles. ISBN 0-7153-8656-5.
- Cragg, Roger (1997). Civil Engineering Heritage: Wales and West Central England. London, UK: Thomas Telford. ISBN 978-0-7277-2576-9.
- Green, Ian (2000).  Myles, Sarah, ур. The Flora of the Bristol Region. Wildlife of the Bristol Region. Newbury, UK: Pisces Publications. ISBN 978-1-874357-18-6.